# مجلس قيادة الثورة (مصر)

ضباط الثورة بعد الاستيلاء على مبنى قيادة الجيش.
الرئيس المصري محمد نجيب في اليوم الأول من قيام ثورة 23 يوليو مع باقي أعضاء مجلس قيادة الثورة

مجلس قيادة الثورة هو مجلس تشكل عقب نجاح ثورة 23 يوليو ومغادرة الملك فاروق الأول ملك مصر والسودان لأرض مصر على يخت المحروسة المملوك للبحرية المصرية، وقد قام المجلس بقيادة اللواء محمد نجيب بخلع الملك فاروق وإجباره على التنازل عن العرش لولي عهده الأمير أحمد فؤاد متعللين بالفساد الإداري الذي انتشر في البلاد في أواخر أيامه من حيث تغيير الوزارات. تشكل المجلس لإدارة شؤون البلاد إلى جانب مجلس الوصاية على عرش الملك أحمد فؤاد الثاني ولكن سرعان ما انفرد المجلس بحكم مصر بعد إلغاء الملكية وإعلان الجمهورية.

## التاريخ
أصل أعضاء مجلس قيادة الثورة هم أعضاء الهيئة التأسيسية لتنظيم الضباط الأحرار التي تأسست عام 1948 بالإضافة إلى محمد نجيب الذي تولى القيادة مع قيام الثورة:
1. محمد نجيب.
2. جمال عبد الناصر.
3. محمد أنور السادات.
4. عبد الحكيم عامر.
5. جمال حماد كاتب بيان الثورة (لم يكن من أعضاء مجلس قيادة الثورة لكنه من تنظيم الضباط الأحرار).
6. جمال سالم.
7. صلاح سالم.
8. زكريا محيي الدين.
9. حسين الشافعي.
10. عبد اللطيف البغدادي.
11. كمال الدين حسين.
12. خالد محيي الدين.
13. حسن إبراهيم.

وبعد ثورة 23 يوليو والإعلان عن قيام مجلس قيادة الثورة أضيف إلى هؤلاء الأعضاء ضباط شاركوا في حركة الجيش وهم:
1. يوسف صديق.
2. عبد المنعم أمين.

## الحكم
تولى مجلس قيادة الثورة حكم مصر إلى جانب مجلس الوصاية الملكي من 1952 إلى 1953 وانفرد بالحكم بعد إلغاء الملكية في مصر
تولى اللواء محمد نجيب رئاسة المجلس من عام 1952 إلى 1954، ثم تولى رئاسته جمال عبد الناصر من عام 1954 إلى 1956.

## النهاية
انتهى حكم مجلس قيادة الثورة عام 1956 بانتخاب جمال عبد الناصر رئيساً للجمهورية.

## مجلس قيادةثورة 23 يوليه1952
| مجلس قيادة ثورة 23 يوليه 1952 | مجلس قيادة ثورة 23 يوليه 1952   | مجلس قيادة ثورة 23 يوليه 1952                             | مجلس قيادة ثورة 23 يوليه 1952 | مجلس قيادة ثورة 23 يوليه 1952          |
| ----------------------------- | ------------------------------- | --------------------------------------------------------- | ----------------------------- | -------------------------------------- |
|                               |                                 |                                                           |                               |                                        |
| اللواء محمد نجيب              | جمال عبد الناصر                 | محمد أنور السادات                                         | عبد الحكيم عامر               | جمال سالم                              |
| أول رئيس لجمهورية مصر         | رئيس جمهورية مصر من 1954 - 1970 | رئيس جمهورية مصر من 1970 حتى اغتياله في 6 أكتوبر سنة 1981 | وزير الحربية                  | وزير للمواصلات 1954، ورأس محكمة الثورة |

|                                                 |                                   |                                                                                  |                              |                       |  |
| صلاح سالم                                       | زكريا محيي الدين                  | حسين الشافعي                                                                     | عبد اللطيف البغدادي          | كمال الدين حسين       |  |
| رئيس تحرير جريدة الجمهورية ووزير الإرشاد القومي | رئيس وزراء ونائب رئيس جمهورية مصر | وزير للشؤون الاجتماعية ثم نائب رئيس جمهورية مصر العربية للفترة من 1963 إلى 1974. | وزير للشئون البلدية والقروية | وزير للتربية والتعليم |  |

|                          |                   |                                        |                   |                         |
| يوسف صديق                | حسن إبراهيم       | خالد محيي الدين                        | عبد المنعم أمين   | عبد المنعم عبد الرؤوف   |
| عضو في مجلس قيادة الثورة | وزير شئون الإنتاج | مؤسس حزب التجمع الوطني التقدمي الوحدوي | قائد سلاح الفرسان | من تنظيم الضباط الأحرار |

## مقالات خارجية
- قراءة في كتاب (محمد نجيب: زعيم ثورة أم واجهة حركة؟)